# Boleslav
Boleslav je moško osebno ime.

## Izvor imena
Ime Boleslav je različica moškega osebnega imena Venčeslav.

## Pogostost imena
Po podatkih Statističnega urada Republike Slovenije je bilo na dan 31. decembra 2007 v Sloveniji število moških oseb z imenom Boleslav: 20.

## Tujejezikovne različice imena
- pri Poljakih: Bolesław, Bolek
- pri Nemcih: Boleslaw
- pri Čehih in Slovakih: Boleslav

## Osebni praznik
V koledarju je ime Boleslav zapisano pri imenu Magnus, ki praznuje god 19. avgusta.